# Kathrin Hitzer
Kathrin Hitzer (Balingen, 3 de septiembre de 1986) es una deportista alemana que compitió en biatlón. Ganó tres medallas en el Campeonato Europeo de Biatlón de 2010.

## Palmarés internacional
| Campeonato Europeo | Campeonato Europeo | Campeonato Europeo | Campeonato Europeo |
| Año                | Lugar              | Medalla            | Prueba             |
| ------------------ | ------------------ | ------------------ | ------------------ |
| 2010               | Otepää (Estonia)   | Medalla de oro     | Individual         |
| 2010               | Otepää (Estonia)   | Medalla de oro     | Relevos            |
| 2010               | Otepää (Estonia)   | Medalla de plata   | Persecución        |